# 山中乡
山中乡，是中华人民共和国山西省临汾市蒲县下辖的一个乡镇级行政单位。

## 行政区划
山中乡下辖以下地区：
白家庄村、堡子河村、川南岭村、山中村、军地村、金定村、枣家河村、山口村和马店村。